# 加萨宗
加萨宗（宗喀語：དགའ་ས་རྫོང་ཁག）是不丹二十個宗之一，位於不丹北部邊境，與普那卡宗、廷布宗、旺杜波德朗宗接壤，跨越喜馬拉雅山脈的中高地區，面積達3,117平方公里，人口大約为3118人。加萨宗的首府為加萨，是發展最緩慢的宗，其旅遊业以原始森林、溫泉及氂牛而闻名。雖然海拔太高導致種植困難，但政府仍然進行芥末種植計劃。

## 行政區劃

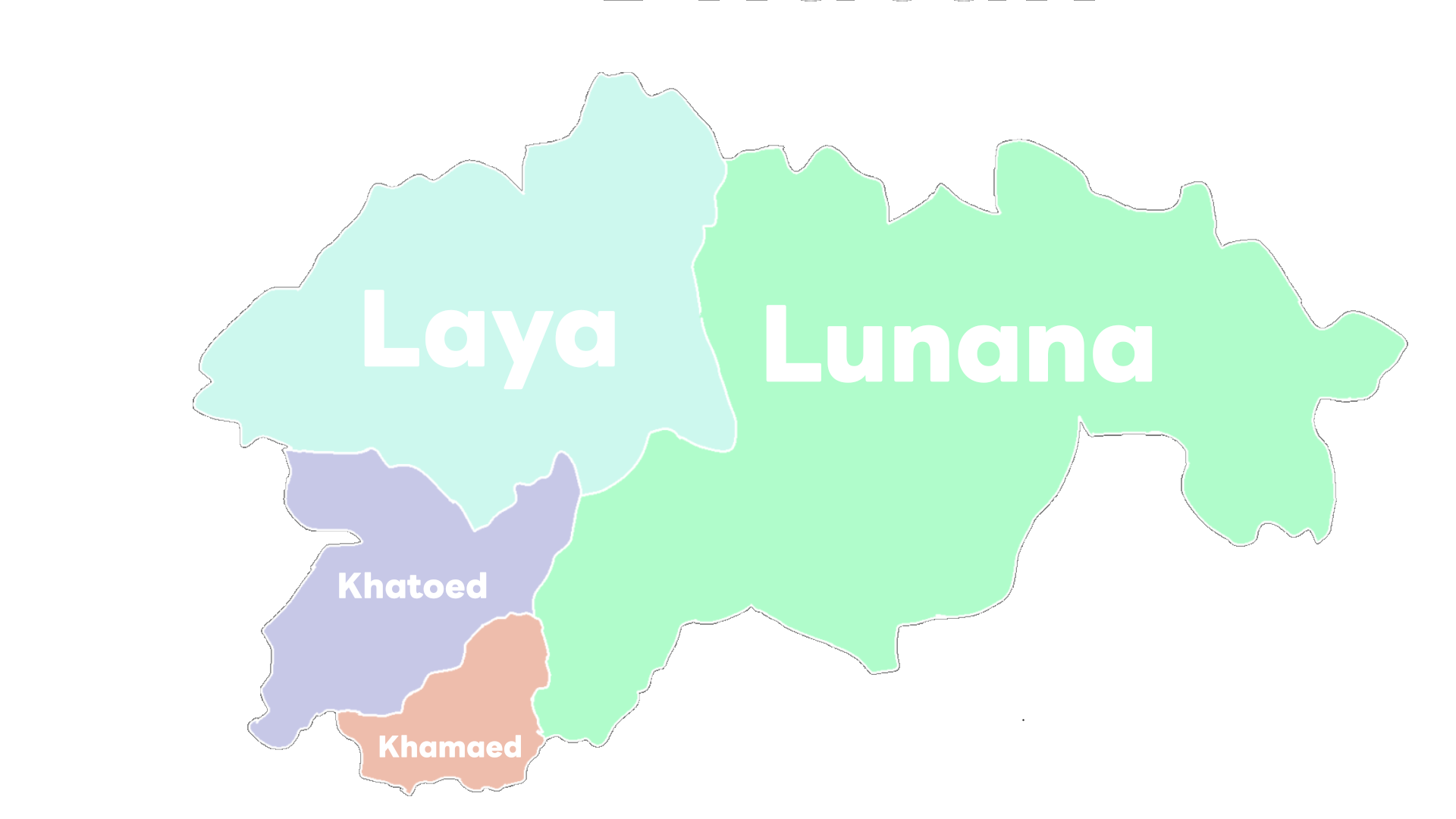
加薩宗的行政区划

加薩宗轄下有四個格窩：
- Khamaed Gewog
- Khatoed Gewog
- Laya Gewog
- Lunana Gewog